# دریاچه چایووپو
دریاچه چایووپو (انگلیسی: Chaiwopu Lake) یک دریاچه در منطقه دابانچنگ شهر اورومچی در استان  سین‌کیانگ کشور چین است.